# Bromalkane

Brommethan, der einfachste Vertreter der Bromalkane

1,4-Dibrombutan, mit zwei Bromatomen

Die Bromalkane bilden eine Stoffgruppe von halogenierten Alkanen, bei denen ein oder mehrere Wasserstoffatome durch Bromatome ersetzt sind. Das Alkangrundgerüst kann dabei sowohl geradlinig als auch verzweigt sein. Man kann die Bromalkane auch in primäre, sekundäre und tertiäre Bromalkane einteilen, je nachdem, ob das Kohlenstoffatom mit dem Bromatom zusätzlich zwei, ein oder gar keine Wasserstoffatome trägt.

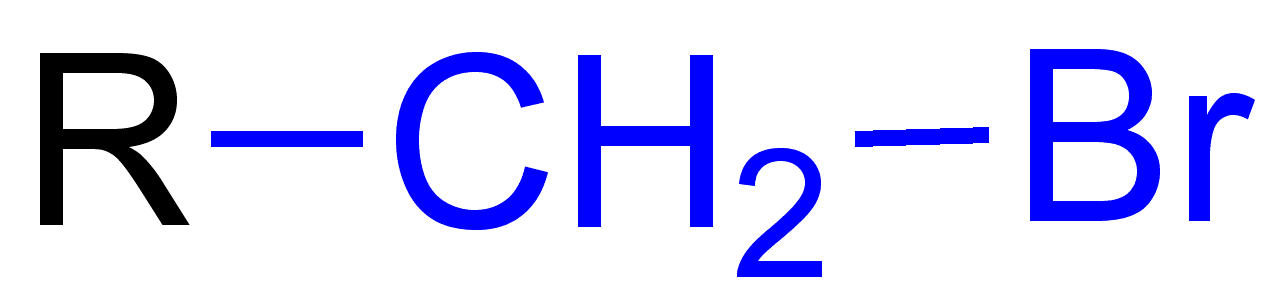
Primäres Bromalkan
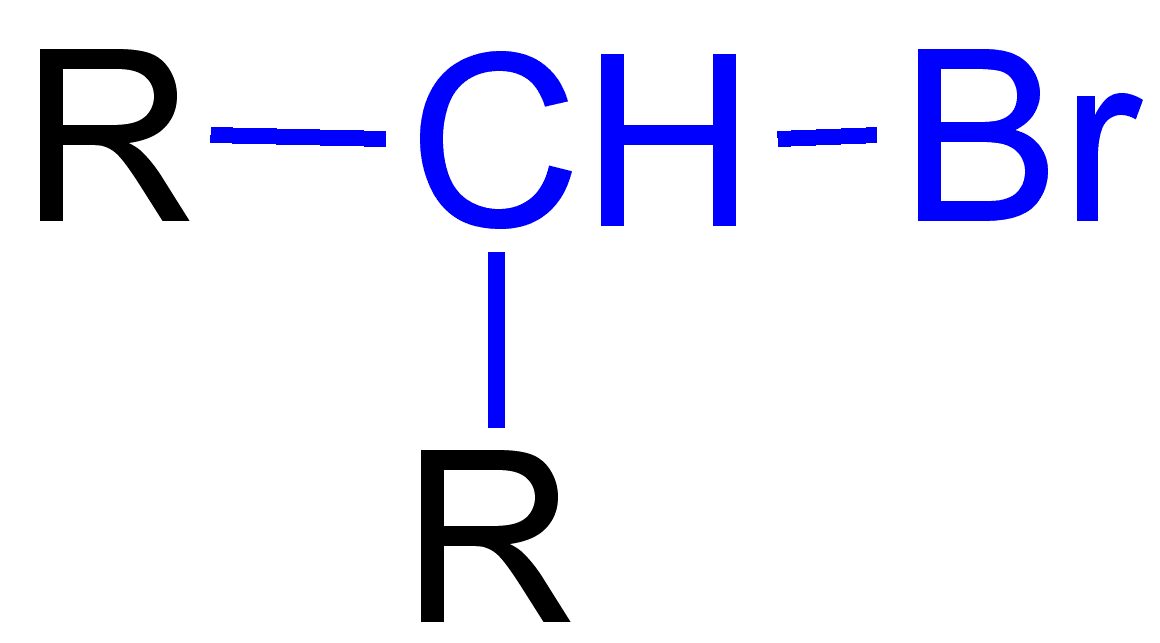
Sekundäres Bromalkan
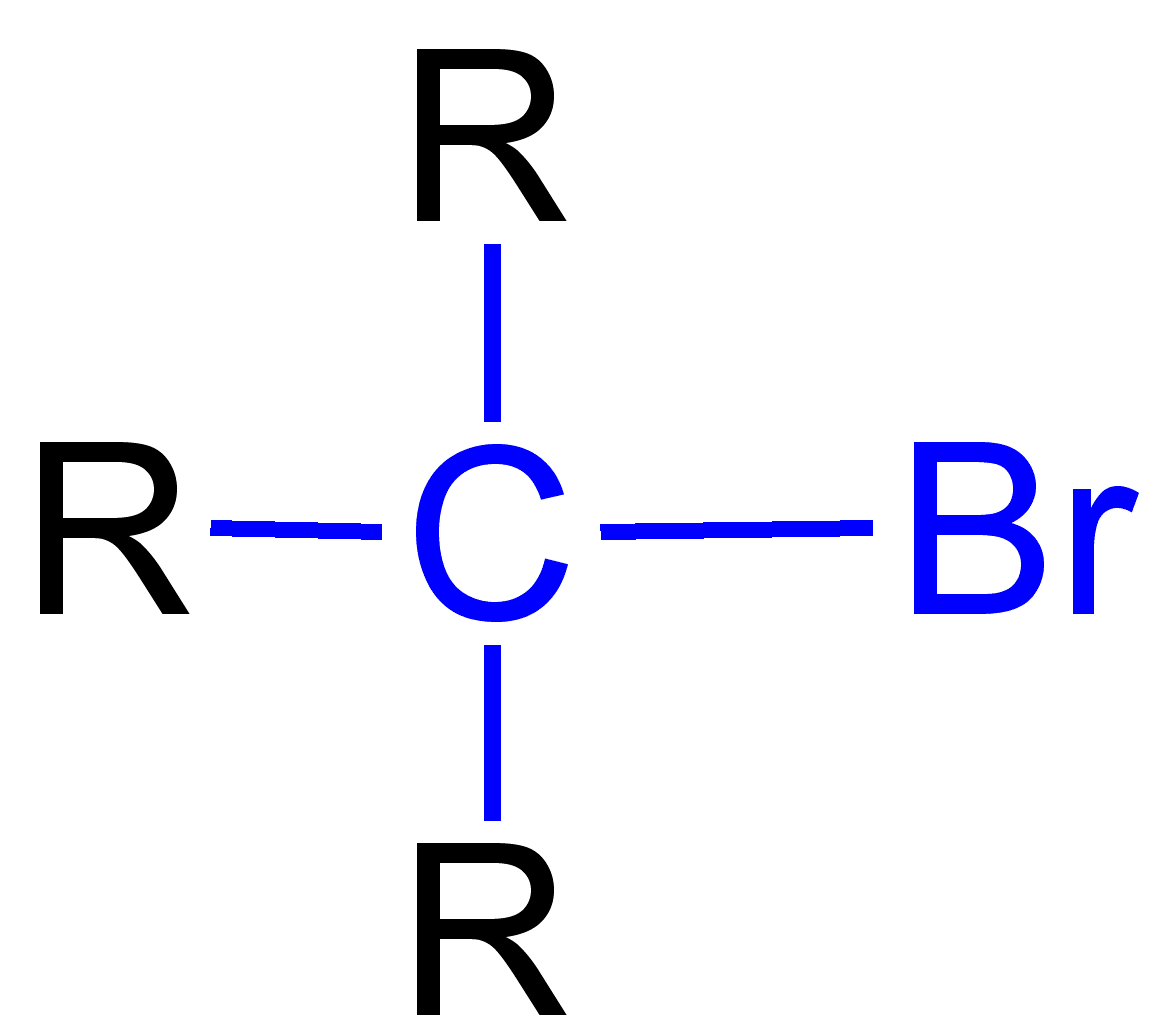
Tertiäres Bromalkan

## Herstellung
Bromalkane können aus Alkanen durch Photobromierung hergestellt werden, eine radikalische Substitutionsreaktion. Die Addition von Bromwasserstoff (HBr) an Alkene oder 1,3-Diene führt ebenfalls zu Bromalkanen. Die elektrophile Addition von elementarem Brom (Br2) an Alkene liefert Dibromalkane.